# Mastamaradi, Sampgaon
Mastamaradi là một làng thuộc tehsil Sampgaon, huyện Belgaum, bang Karnataka, Ấn Độ.